# Coelorinchus acanthiger
Coelorinchus acanthiger är en fiskart som beskrevs av Barnard 1925. Coelorinchus acanthiger ingår i släktet Coelorinchus och familjen skolästfiskar. Inga underarter finns listade i Catalogue of Life.